# Luka Modrić
Luka Modrić (hr [ˈluːka ˈmoːdrit͡ɕ]; n. 9 septembrie 1985, Zadar, Republica Socialistă Croația, RSF Iugoslavia) este un fotbalist croat, care joacă pe post de mijlocaș central sau mijlocaș ofensiv la Milan în Serie A. Pe plan internațional, are prezențe la națională pentru Croația U-17⁠(d), Croația U-19⁠(d), Croația U-21⁠(d) și Croația.
A câștigat Balonul de Aur în 2018. A fost desemnat ca Jucătorul sezonului 2007–08 din prima ligă croată, Prva HNL.

## Cariera de club

### Dinamo Zagreb
Luka Modrić și-a început cariera ca junior la NK Zadar. El a ajuns tot ca junior în 2002, la Dinamo Zagreb, cea mai titrată echipa din Croația. După un sezon la juniori, a fost promovat la echipa mare, dar nu a apucat să joace, fiind împrumutat la Zrinjski Motar, în prima ligă din Bosnia-Herțegovina. Modrić s-a adaptat repede sistemului bosniac de fotbal, devenind Jucătorul Anului 2004 din Bosnia. În același an, s-a întors în Croația, fiind împrumutat la Inter Zapresic, pe care a ajutat-o să termine pe locul 2 și să obțină o calificare în Cupa UEFA. A revenit la Dinamo Zagreb în 2005, an în care și-a prelungit contractul cu formația croată pe durata a 10 ani. După un prim sezon slab, Modrić și-a asigurat un loc printre titulari și a marcat 7 goluri în 31 de meciuri, ajutându-și echipa să obțină titlul de campioană. În sezonul 2006-2007, Dinamo Zagreb a câștigat un nou titlu, iar Modrić a avut o contribuție similară sezonului precedent și a fost desemnat Jucătorul anului 2007 în prima ligă croată, Prva HNL. Sezonul următor, a condus campania europeană a lui Dinamo în Cupa UEFA. În manșa secundă din play-off, Modrić a marcat un gol din penalty contra lui Ajax Amsterdam, meci terminat la scorul de 1-1. Dinamo a câștigat cu scorul de 3-2 în prelungiri prin golul marcat de colegul său, Mario Mandžukić. Cu toate acestea, Dinamo Zagreb nu a reușit să treacă de faza grupelor. Modrić și-a încheiat o perioadă bună la clubul din Zagreb cu un total de 31 de goluri și 29 de pase, contribuind în ultimul său sezon la un nou titlu al lui Dinamo, de care s-a despărțit în 2008.

### Tottenham Hotspur

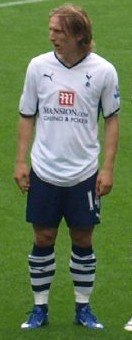
Modrić jucând pentru Tottenham

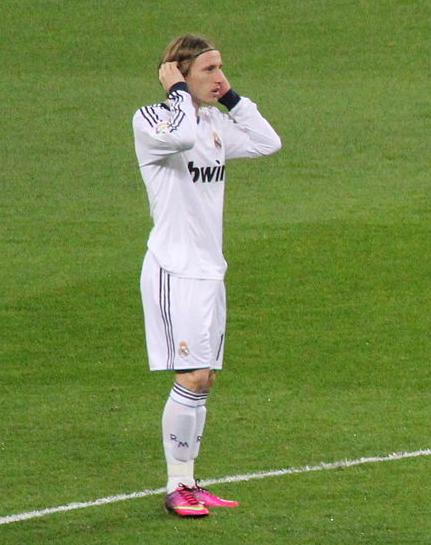
Modrić la Real Madrid

Modrić a semnat cu Tottenham Hotspur la data de 26 aprilie 2008, pentru 16,5 millione de euro. El a debutat pentru Tottenham într-un meci amical cu Norwich City din 28 iulie 2008. Două zile mai târziu, Modrić a marcat primul său gol pentru Tottenham în meciul cu Leyton Orient, scor 5-1 pentru Spurs. A debutat în Premier League la 16 august, în meciul cu Middlesbrough FC, scor 2-1. După începuturi mai timide, Modrić a fost așezat pe poziția pe care o ocupa la Dinamo Zagreb și s-a dovedit a fi mai eficient, având performanțe împotriva lui Stoke City, Hull City, dar mai ales la 21 martie 2009, când a marcat golul câștigător contra rivalilor de la Chelsea Londra. El a marcat primul său gol în Premier League împotriva lui Newcastle United, meci pierdut de gruparea de pe White Hart Lane. De asemenea, a marcat primul său gol în cupele europene pentru Tottenham în meciul cu Spartak Moscova, terminat la egalitate cu scorul de 2-2, în grupele Cupei UEFA. La 29 august 2009, în meciul cu Birmingham City, Modrić s-a accidentat la picior. Mijlocașul croat a suferit o fractură musculară, ceea ce l-a făcut să rateze lotul în majoritatea meciurilor din sezonul competițional 2009-2010, iar în cele din urmă a revenit în meciul contra lui Grays Athletics, la 8 decembrie 2009. A contabilizat primul meci ca titular în acel sezon în derby-ul contra lui West Ham United, câștigat de Tottenham cu scorul de 2-0. Nu s-a mai făcut atât de remarcat ca în sezonul precedent, reușind să marcheze doar împotriva lui Everton și Burnley. La 11 septembrie 2010, Modrić a marcat primul său gol în sezonul 2010-2011 în meciul contra celor de la West Bromwich Albion, scor 1-1. La 28 noiembrie, Modrić a marcat un gol în meciul cu Liverpool și la 9 aprilie 2011, în meciul cu Stoke City. În UEFA Champions League, Modrić a fost un om de bază al grupării de pe White Hart Lane, însă a suferit cu Tottenham o înfrângere dureroasă contra lui Internazionale Milano, dar în meciul retur, echipa a reușit să întoarcă rezultatul, câștigând cu 3-1. În cele din urmă, Tottenham s-a oprit în sferturi, fiind eliminată de Real Madrid. Modrić a jucat în 32 de jocuri în Premier League în sezonul 2010-2011, marcând 3 goluri. La sfârșitul sezonului, Modrić a fost desemnat Jucătorul Anului de la Tottenham Hotspur, prin voturile suporterilor înregistrate pe site-ul oficial. În vara lui 2011, el a fost ofertat de rivalii de la Chelsea, care au oferit 27 de milioane de lire sterline, însă oferta a fost respinsă de președintele grupării de pe White Hart Lane, Daniel Levy. Chelsea s-a dovedit a fi insistentă în dorința sa de a-și asigura serviciile lui Modrić, reînnoindu-și oferta, de 40 de milioane de lire sterline, însă Levy a refuzat din nou.

## Statistici carieră

### Club
La 24 mai 2025.
| Club                       | Sezon         | Campionat         | Campionat | Campionat | Cupă    | Cupă   | Cupa Ligii | Cupa Ligii | Continental | Continental | Altele  | Altele | Total   | Total  |
| Club                       | Sezon         | Divizie           | Meciuri   | Goluri    | Meciuri | Goluri | Meciuri    | Goluri     | Meciuri     | Goluri      | Meciuri | Goluri | Meciuri | Goluri |
| -------------------------- | ------------- | ----------------- | --------- | --------- | ------- | ------ | ---------- | ---------- | ----------- | ----------- | ------- | ------ | ------- | ------ |
| Dinamo Zagreb              | 2003–04       | Prva HNL          | 0         | 0         | 0       | 0      | –          | –          | –           | –           | –       | –      | 0       | 0      |
| Dinamo Zagreb              | 2004–05       | Prva HNL          | 7         | 0         | 1       | 0      | –          | –          | –           | –           | –       | –      | 8       | 0      |
| Dinamo Zagreb              | 2005–06       | Prva HNL          | 32        | 7         | 1       | 0      | –          | –          | –           | –           | –       | –      | 33      | 7      |
| Dinamo Zagreb              | 2006–07       | Prva HNL          | 30        | 6         | 7       | 1      | –          | –          | 6           | 0           | 1       | 1      | 44      | 8      |
| Dinamo Zagreb              | 2007–08       | Prva HNL          | 25        | 13        | 8       | 1      | –          | –          | 12          | 3           | –       | –      | 45      | 17     |
| Dinamo Zagreb              | Total         | Total             | 94        | 26        | 17      | 2      | –          | –          | 18          | 3           | 1       | 1      | 130     | 32     |
| Zrinjski Mostar (împrumut) | 2003–04       | Premijer Liga BiH | 25        | 8         | –       | –      | –          | –          | –           | –           | –       | –      | 25      | 8      |
| Inter Zaprešić (împrumut)  | 2004–05       | Prva HNL          | 18        | 4         | –       | –      | –          | –          | –           | –           | –       | –      | 18      | 4      |
| Tottenham Hotspur          | 2008–09       | Premier League    | 34        | 3         | 2       | 1      | 4          | 0          | 4           | 1           | –       | –      | 44      | 5      |
| Tottenham Hotspur          | 2009–10       | Premier League    | 25        | 3         | 7       | 0      | 0          | 0          | —           | —           | –       | –      | 32      | 3      |
| Tottenham Hotspur          | 2010–11       | Premier League    | 32        | 3         | 2       | 0      | 0          | 0          | 9           | 1           | –       | –      | 43      | 4      |
| Tottenham Hotspur          | 2011–12       | Premier League    | 36        | 4         | 3       | 0      | 0          | 0          | 2           | 1           | –       | –      | 41      | 5      |
| Tottenham Hotspur          | Total         | Total             | 127       | 13        | 14      | 1      | 4          | 0          | 15          | 3           | –       | –      | 160     | 17     |
| Real Madrid                | 2012–13       | La Liga           | 33        | 3         | 8       | 0      | –          | –          | 11          | 1           | 1       | 0      | 53      | 4      |
| Real Madrid                | 2013–14       | La Liga           | 34        | 1         | 6       | 0      | –          | –          | 11          | 1           | –       | –      | 51      | 2      |
| Real Madrid                | 2014–15       | La Liga           | 16        | 1         | 0       | 0      | –          | –          | 6           | 0           | 3       | 0      | 25      | 1      |
| Real Madrid                | 2015–16       | La Liga           | 32        | 2         | 0       | 0      | –          | –          | 12          | 1           | –       | –      | 44      | 3      |
| Real Madrid                | 2016–17       | La Liga           | 25        | 1         | 2       | 0      | –          | –          | 11          | 0           | 3       | 0      | 41      | 1      |
| Real Madrid                | 2017–18       | La Liga           | 26        | 1         | 2       | 0      | –          | –          | 11          | 1           | 4       | 0      | 43      | 2      |
| Real Madrid                | 2018–19       | La Liga           | 34        | 3         | 3       | 0      | –          | –          | 6           | 0           | 3       | 1      | 46      | 4      |
| Real Madrid                | 2019–20       | La Liga           | 31        | 3         | 1       | 0      | –          | –          | 6           | 1           | 2       | 1      | 40      | 5      |
| Real Madrid                | 2020–21       | La Liga           | 35        | 5         | 0       | 0      | –          | –          | 12          | 1           | 1       | 0      | 48      | 6      |
| Real Madrid                | 2021–22       | La Liga           | 28        | 2         | 2       | 0      | –          | –          | 13          | 0           | 2       | 1      | 45      | 3      |
| Real Madrid                | 2022–23       | La Liga           | 33        | 4         | 4       | 0      | –          | –          | 10          | 2           | 5       | 0      | 52      | 6      |
| Real Madrid                | 2023–24       | La Liga           | 32        | 2         | 1       | 0      | –          | –          | 11          | 0           | 2       | 0      | 46      | 2      |
| Real Madrid                | 2024–25       | La Liga           | 35        | 2         | 5       | 2      | —          | —          | 14          | 0           | 3       | 0      | 57      | 4      |
| Real Madrid                | Total         | Total             | 394       | 30        | 34      | 2      | —          | —          | 134         | 8           | 29      | 3      | 591     | 43     |
| Total carieră              | Total carieră | Total carieră     | 658       | 81        | 65      | 5      | 4          | 0          | 167         | 14          | 30      | 4      | 924     | 104    |

1. ↑  Include Cupa Croației, FA Cup, Copa del Rey
2. ↑  Include Football League Cup
3. ↑  Patru apariții în Liga Campionilor UEFA, două apariții în Cupa UEFA
4. ↑  Apariție în Supercupa Croației
5. ↑  Șase apariții și două goluri în UEFA Champions League, șase apariții și un gol în Cupa UEFA
6. ↑  Apariții în Cupa UEFA
7. 1 2 3 4 5 6 7 8 9 10 11 12 13 14  Apariții în Liga Campionilor UEFA
8. ↑  Apariții în UEFA Europa League
9. 1 2 3 4 5  Apariții în Supercopa de España
10. ↑  Două apariții în Supercopa de España, o apariție în Supercupa Europei UEFA
11. ↑  O apariție în Supercupa Europei UEFA, două apariții în Cupa Mondială a Cluburilor FIFA
12. ↑  O apariție în Supercopa de España, o apariție în Supercupa UEFA, două apariții în Cupa Mondială a Cluburilor FIFA
13. ↑  O apariție în Supercupa UEFA, două apariții și un gol în Cupa Mondială a Cluburilor FIFA
14. ↑  Două apariții în Supercopa de España, o apariție în Supercupa Europei UEFA, două apariții în Cupa Mondială a Cluburilor FIFA
15. ↑  O apariție în Supercopa de España, o apariție în Supercupa Europei UEFA, o apariție în FIFA Intercontinental Cup

### Internațional
| Croația | Croația | Croația |
| An      | Meciuri | Goluri  |
| ------- | ------- | ------- |
| 2006    | 12      | 2       |
| 2007    | 10      | 1       |
| 2008    | 11      | 3       |
| 2009    | 3       | 1       |
| 2010    | 8       | 0       |
| 2011    | 9       | 1       |
| 2012    | 9       | 0       |
| 2013    | 10      | 0       |
| 2014    | 11      | 2       |
| 2015    | 4       | 0       |
| 2016    | 8       | 1       |
| 2017    | 8       | 1       |
| 2018    | 15      | 2       |
| 2019    | 9       | 2       |
| 2020    | 6       | 0       |
| 2021    | 13      | 4       |
| 2022    | 16      | 3       |
| 2023    | 10      | 1       |
| 2024    | 12      | 3       |
| 2025    | 2       | 0       |
| Total   | 186     | 27      |

#### Goluri internaționale
| Luka Modrić – goluri pentru Croația | Luka Modrić – goluri pentru Croația | Luka Modrić – goluri pentru Croația    | Luka Modrić – goluri pentru Croația | Luka Modrić – goluri pentru Croația | Luka Modrić – goluri pentru Croația | Luka Modrić – goluri pentru Croația                    |
| #                                   | Data                                | Stadion                                | Oponent                             | Scor                                | Rezultat                            | Competiția                                             |
| ----------------------------------- | ----------------------------------- | -------------------------------------- | ----------------------------------- | ----------------------------------- | ----------------------------------- | ------------------------------------------------------ |
| 1.                                  | 16 august 2006                      | Stadio Armando Picchi, Livorno, Italia | Italia                              | 0 – 2                               | 0 – 2                               | Meci amical                                            |
| 2.                                  | 7 octombrie 2006                    | Maksimir, Zagreb, Croația              | Andorra                             | 7 – 0                               | 7 – 0                               | Preliminariile Campionatului European de Fotbal 2008   |
| 3.                                  | 7 februarie 2007                    | Kantrida, Rijeka, Croația              | Norvegia                            | 2 – 0                               | 2 – 1                               | Meci amical                                            |
| 4.                                  | 8 iunie 2008                        | Ernst Happel Stadion, Viena, Austria   | Austria                             | 0 – 1                               | 0 – 1                               | Euro 2008                                              |
| 5.                                  | 6 septembrie 2008                   | Maksimir, Zagreb, Croația              | Kazahstan                           | 2 – 0                               | 3 – 0                               | Calificările pentru Campionatul Mondial de Fotbal 2010 |
| 6.                                  | 15 octombrie 2008                   | Maksimir, Zagreb, Croația              | Andorra                             | 3 – 0                               | 4 – 0                               | Calificările pentru Campionatul Mondial de Fotbal 2010 |
| 7.                                  | 6 iunie 2009                        | Maksimir, Zagreb, Croația              | Ucraina                             | 2 – 2                               | 2 – 2                               | Calificările pentru Campionatul Mondial de Fotbal 2010 |
| 8.                                  | 6 septembrie 2011                   | Maksimir, Zagreb, Croația              | Israel                              | 1 – 1                               | 3 – 1                               | Preliminariile Campionatului European de Fotbal 2012   |
| 9.                                  | 12 iunie 2016                       | Paris, Franța                          | Turcia                              | 0-1                                 | 0-1                                 | Campionatul European de Fotbal 2016                    |
| 10                                  | 16 iunie 2018                       | Kaliningrad, Rusia                     | Nigeria                             | 2-0                                 | 2-0                                 | Campionatul Mondial de Fotbal 2018                     |

## Palmares

### Club
Dinamo Zagreb
- Prva HNL (3):  2005–06, 2006–07, 2007–08
- Cupa Croației (2): 2006–07, 2007–08
- Supercupa Croației (1): 2006

Real Madrid
- La Liga (4): 2016-17, 2019-20, 2021-22, 2023-24
- Copa del Rey (2): 2013–14, 2022-23
- Supercopa de España (5): 2012, 2017, 2020, 2022, 2024
- Liga Campionilor UEFA (6): 2013–2014, 2015-2016, 2016-2017, 2017–18, 2021-2022, 2023-2024
- Supercupa Europei (5): 2014, 2016, 2017, 2022, 2024
- Cupa Mondială a Cluburilor FIFA (5): 2014, 2016, 2017, 2018, 2022

### Individual
- Bosnian Premier League Player of the Year (1): 2003
- Speranța anului a fotbalului croat (1): 2004
- Prva HNL Player of the Year (1): 2005
- Croatian First League Player of the Year (1): 2007
- Balonul de aur (1) : 2018
- UEFA Euro Team of the Tournament (1): 2008[8]
- Tottenham Hotspur F.C. Player of the Year (1): 2010–11